# Purpur-Klee
Der Purpur-Klee (Trifolium rubens), auch als Fuchsschwanz-Klee bezeichnet, ist eine Pflanzenart in der Unterfamilie der Schmetterlingsblütler (Faboideae) innerhalb der Familie der Hülsenfrüchtler (Fabaceae). Sie gehört zur Untersektion Alpestria aus der Sektion Trifolium in der Gattung Klee (Trifolium). Er ist von Mitteleuropa bis in den Mittelmeerraum und Osteuropa bis zur Krim verbreitet. Der lange Blütenstand und die auffallend zottig behaarten Kelchzähne brachten ihm den Namen Fuchsschwanzklee ein.

## Beschreibung

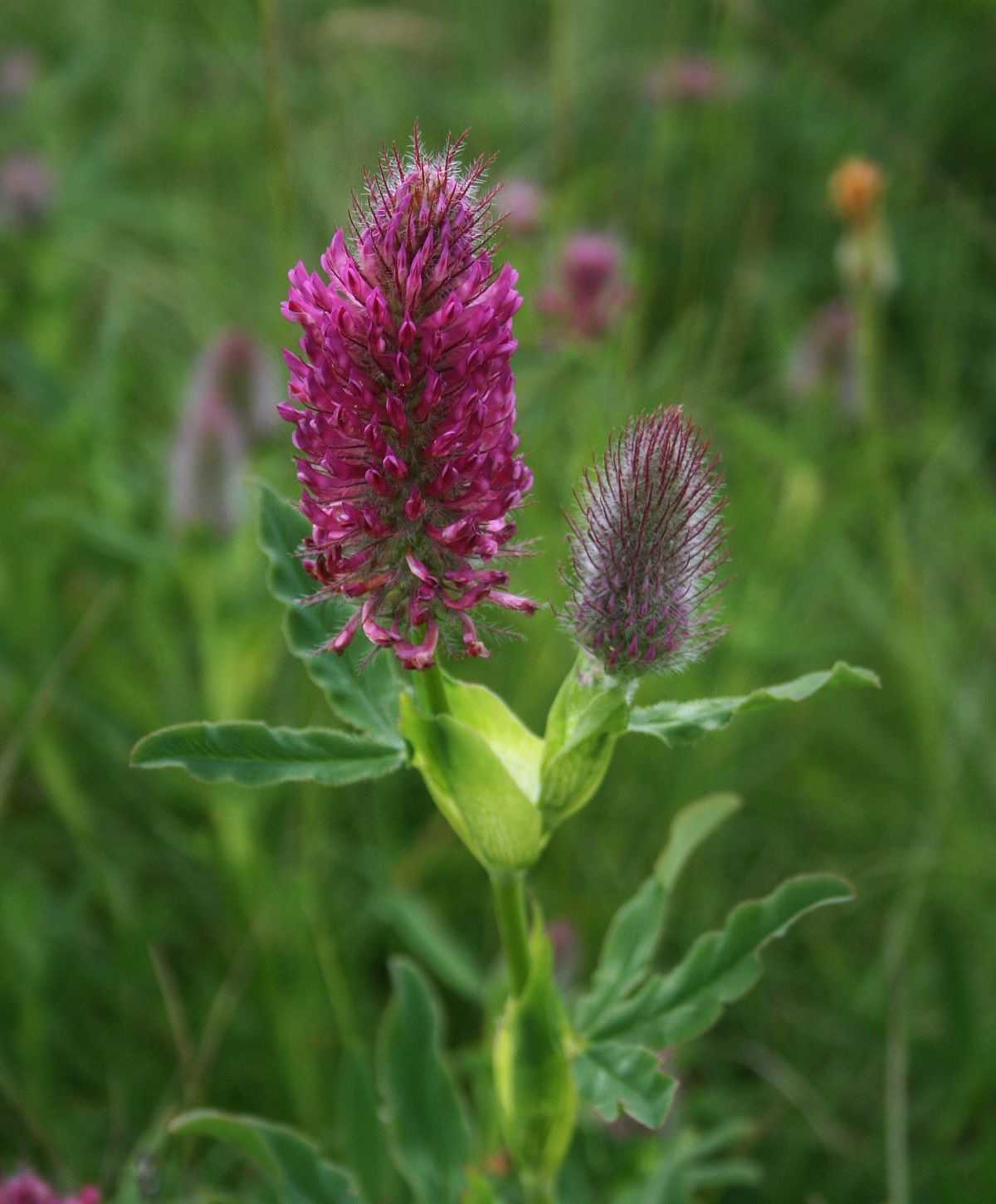
Blütenstand

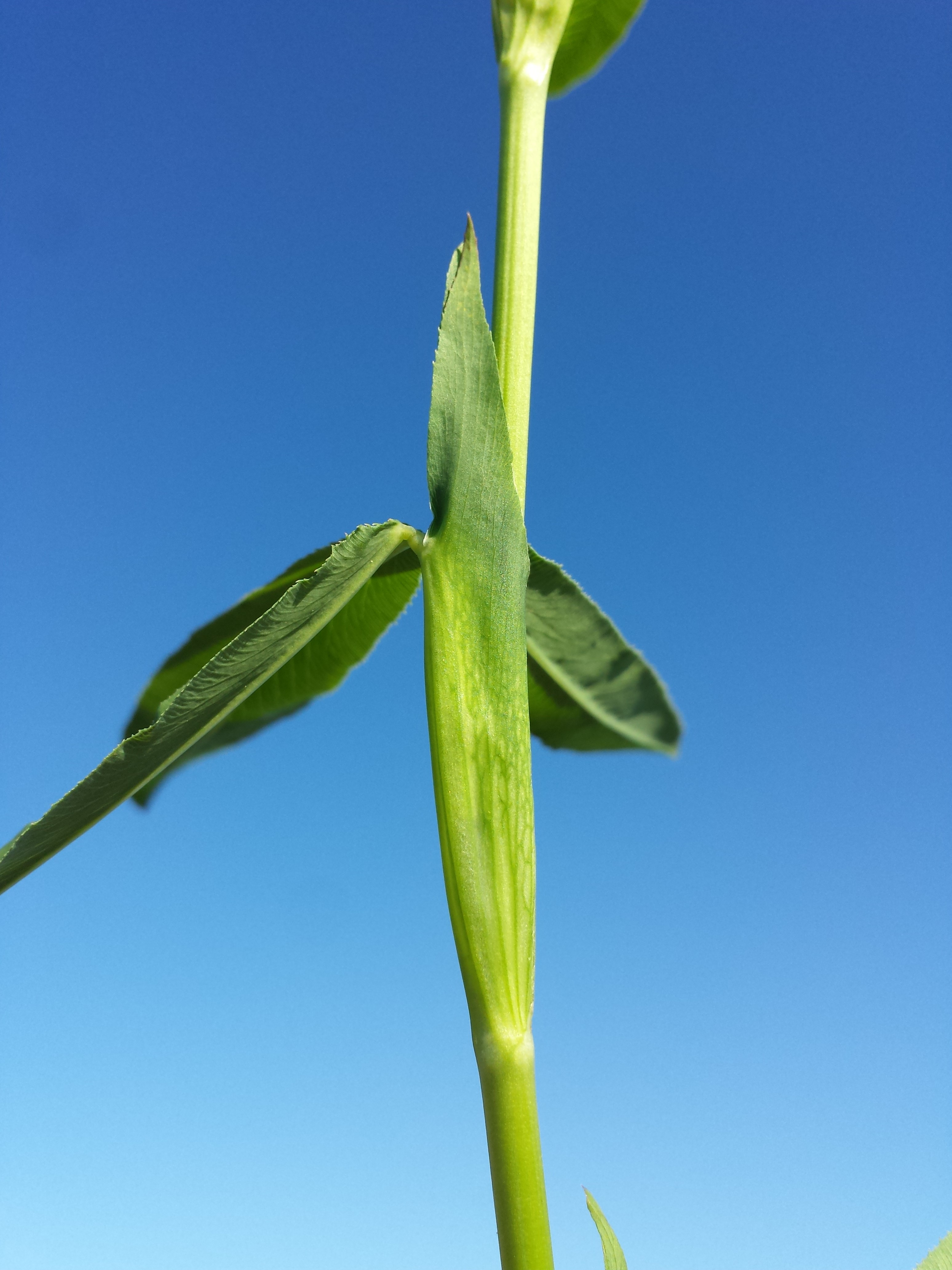
Stängel mit Laubblatt und Nebenblättern

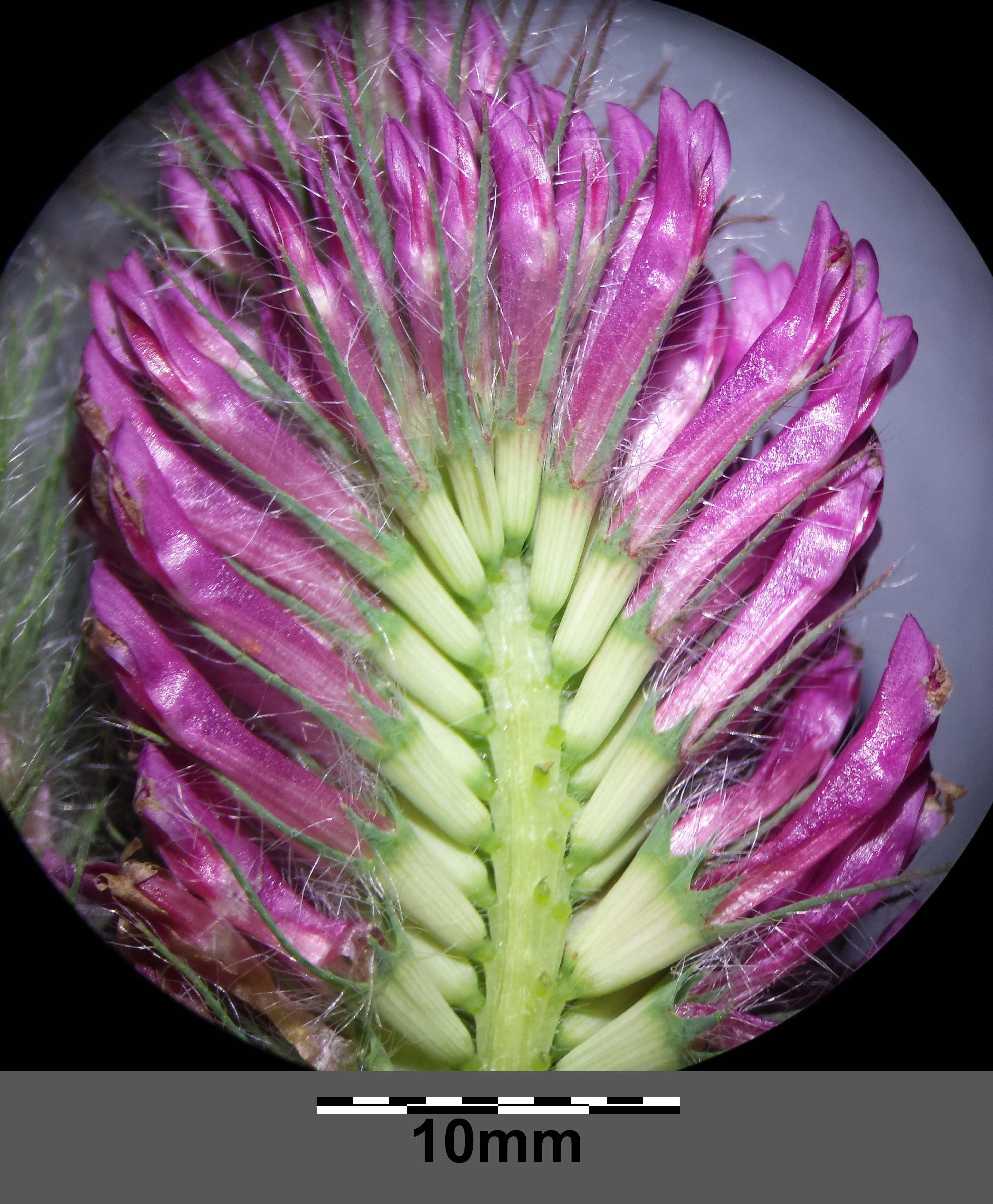
Blütenstand, vordere Blüten entfernt

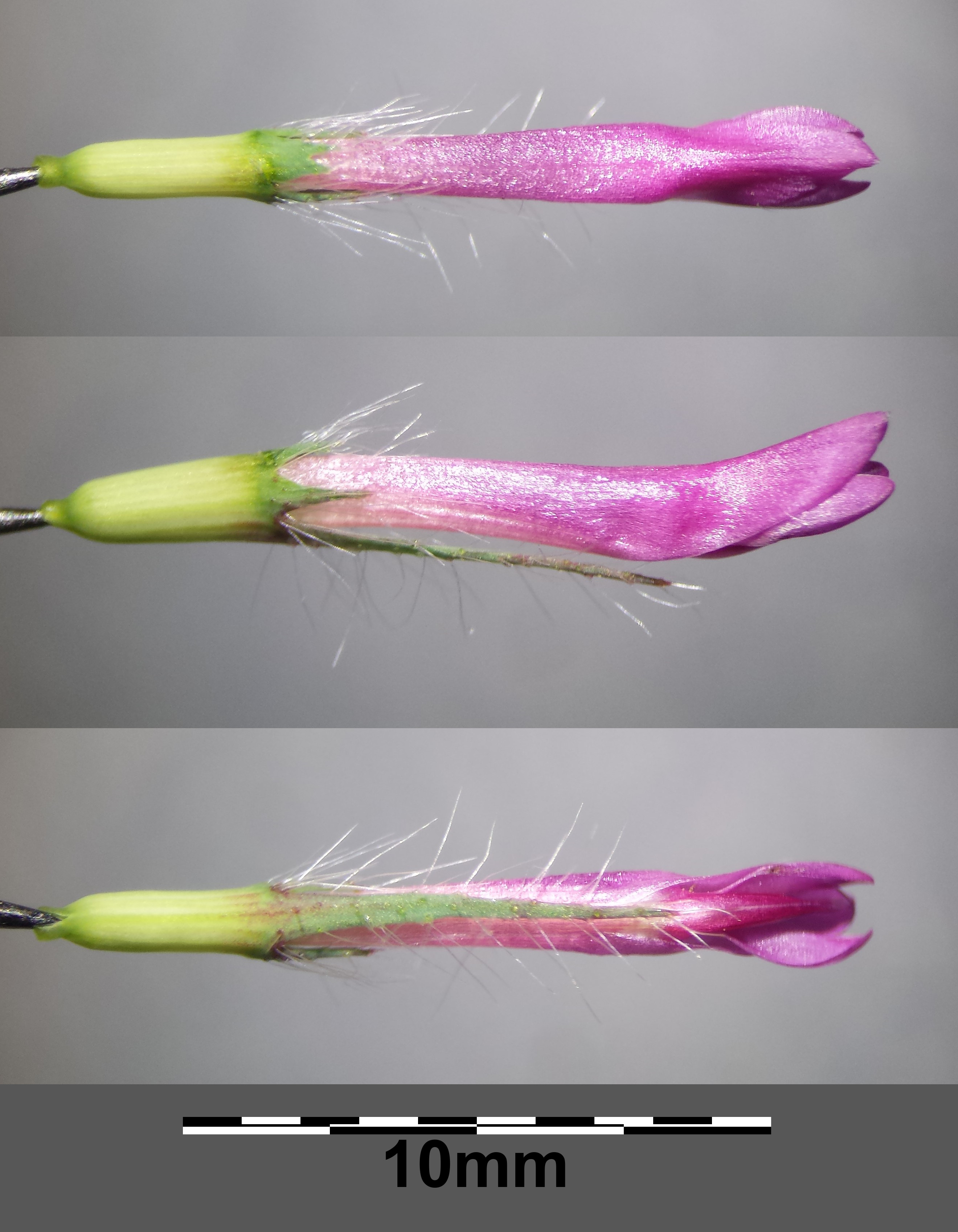
Blüte

### Erscheinungsbild und Blatt
Der Purpur-Klee ist eine ausdauernde krautige Pflanze, die Wuchshöhen von meist 20 bis 60 Zentimetern erreicht. Der Stängel wächst aufrecht und ist kahl. Die Blättchen sind länglich-lanzettlich geformt, etwa 4 bis 6,5 Zentimeter lang, 0,8 bis 1,4 Zentimeter breit, zugespitzt und ebenfalls meist kahl. Sie sind ringsum dicht und scharf gezähnt. Die kahlen Nebenblätter sind groß und bis zu 8 Zentimeter lang, lanzettlich mit entfernt klein-gesägten Rand. An den oberen Blättern sind sie mehr oder weniger aufgeblasen. Sie sind oft viel länger als der Blattstiel.

### Blütenstand und Blüte
Die Blütezeit liegt vorwiegend in den Monaten Juni und Juli. Die köpfchenförmigen Blütenstände sind bei einer Länge von 3 bis 7 Zentimetern sowie einem Durchmesser von 2 bis 3 Zentimetern länglich walzenförmiger Gestalt und stehen einzeln oder zu zweit. Am Grunde sind sie oft von den oberen Laubblättern umhüllt. Die zwittrigen Blüten sind zygomorph und fünfzählig mit doppelter Blütenhülle. Die fünf Kelchblätter sind zu einer meist kahlen Kelchröhre, die mit 12 bis 20 Nerven versehen ist, verwachsen. Die zottig behaarten Kelchzähne sind ungleich lang, wobei der untere auffallend viel länger als die oberen Zähne ist. Die 12 bis 15 Millimeter lange Blütenkrone besitzt die typische Form einer Schmetterlingsblüte und ist purpurrot, sehr selten weiß. Die Fahne ist nur wenig länger als der Kelch; die Platte der Fahne ist eiförmig und aufwärts gebogen. Die Hülse ist rundlich.

### Chromosomenzahl
Die Chromosomenzahl beträgt 2n = 16.

## Vorkommen
Der Purpur-Klee ist von Mitteleuropa bis in den Mittelmeerraum bis Kleinasien sowie Armenien und Osteuropa bis zur Krim verbreitet. Er ist ein gemäßigt-kontinental-submediterranes Florenelement. Er besitzt ursprüngliche Vorkommen in den Ländern Spanien, Frankreich, Italien, Deutschland, Schweiz, Österreich, Polen, in der früheren Tschechoslowakei und im früheren Jugoslawien, Albanien, Bulgarien, Ungarn, Rumänien, Ukraine, Belarus und Litauen.  
Der Purpur-Klee hat seine Hauptverbreitung im Mittelmeerraum und in Südeuropa. Er erreicht in Mitteleuropa die Nordgrenze seines Areals kommt dort meist selten vor. Das Areal des Purpur-Klees erstreckt sich von den nordspanischen Gebirgen über Mittelitalien und Thrakien im Süden; nordwärts bis ins nördliche Frankreich, Belgien, Deutschland bis etwa Kassel, (früher sogar bis Hannover) und Polen; ostwärts bis zur Ukraine. Der Purpur-Klee gedeiht in Mitteleuropa meist in der kollinen und montanen Höhenstufe.
Er kommt in Mitteleuropa nördlich einer gedachten Linie von der Eifel bis zur Rhön nur vereinzelt westlich Fulda vor; in den Mittelgebirgen mit kalkhaltigem Gestein und im Alpenvorland ist er selten, er bildet dort aber oft kleinere, lockere, Bestände; er fehlt in den Mittelgebirgen mit kalkarmem- oder kalkfreiem Gestein, ebenso in größeren Gebieten des Alpenvorlands; in den nördlichen Alpenketten ist er sehr selten, ebenso in der Westschweiz; in den Zentralalpen und den Südalpen ist er selten. In Deutschland ist der Purpur-Klee meist selten und schwerpunktmäßig auf der Schwäbischen Alb und im mittleren Gebiet beheimatet. Er gilt nach der Rote Liste gefährdeter Pflanzenarten von 1996 in Deutschland als gefährdet. In Österreich ist der Purpur-Klee eher selten zu finden und gilt örtlich als gefährdet. In der Schweiz kommt er allgemein zerstreut vor.
Trifolium rubens besiedelt in Mitteleuropa in Trockenbusch- und lichten Trockenwaldgesellschaften. Er ist eine Charakterart des Verbands Geranion sanguinei, kommt aber auch in Gesellschaften der Ordnung Quercetalia pubescentis vor. Er steigt in den Alpen meist nur bis 1000 Meter Meereshöhe auf. Er wurde aber in Graubünden bei 1950 Meter und im Val Bavona im Tessin bei 2050 Metern Meereshöhe beobachtet.
Der Purpur-Klee gedeiht am besten warmen, trockenen, etwas kalkhaltigen oder doch kationenreichen, lehmigen oder lößhaltigen Böden, die im Übrigen steinig oder tiefgründig sein können.
Die ökologischen Zeigerwerte nach Landolt et al. 2010 sind in der Schweiz: Feuchtezahl F = 2w (mäßig trocken aber mäßig wechselnd), Lichtzahl L = 3 (halbschattig), Reaktionszahl R = 3 (schwach sauer bis neutral), Temperaturzahl T = 4 (kollin), Nährstoffzahl N = 2 (nährstoffarm), Kontinentalitätszahl K = 4 (subkontinental).

## Taxonomie
Der Purpur-Klee wurde 1753 von Carl von Linné in Species Plantarum Band 2, Seite 768 als Trifolium rubens erstbeschrieben. Die Bezeichnung "rubens" = "rötend" übernahm Linné von Caspar Bauhins Pinax.